# 彭丽媛
彭丽媛（1962年11月20日—），女，汉族，山东郓城人，中华人民共和国女高音歌唱家、歌剧表演艺术家，国家一级演员，中共中央总书记习近平第二任妻子。拥有解放军文职二级军衔（正军职），担任中国文联副主席，也是国务院政府特殊津贴专家，当代民族声乐代表人和中国民族声乐学派创建者之一。彭丽媛是中国大陸第一位民族声乐硕士，北京大学兼职教授，其曾担任国防大学军事文化学院及中国音乐学院博士生导师及中国人民解放军艺术学院院长等职务。
彭丽媛在1980年代初期以《在希望的田野上》成名，其首唱、主唱的曲目包括《父老乡亲》《珠穆朗玛》《我爱你塞北的雪》《我们是黄河泰山》《沂蒙山小调》《高天上流云》《数九寒冬下大雪》《五洲人民齐欢笑》等，其唱功精湛，属实力派歌唱家，其作品在国内外影响巨大。
彭丽媛是中华人民共和国第五代最高领导人、现任中共中央总书记习近平的第二任夫人，两人于1987年在福建厦门结婚，1992年生下独女习明泽。在习近平担任党和国家领导职务之前，彭丽媛在国内有着更高的知名度和影响力。习近平自2012年成为中共中央总书记和最高领导人后，彭丽媛多次参与习近平的外事活动，也协助承担了一些国家外交任务，其凭借自身表演艺术功底塑造的良好外在形象成为习近平和中国外交的突出软实力。

## 生平

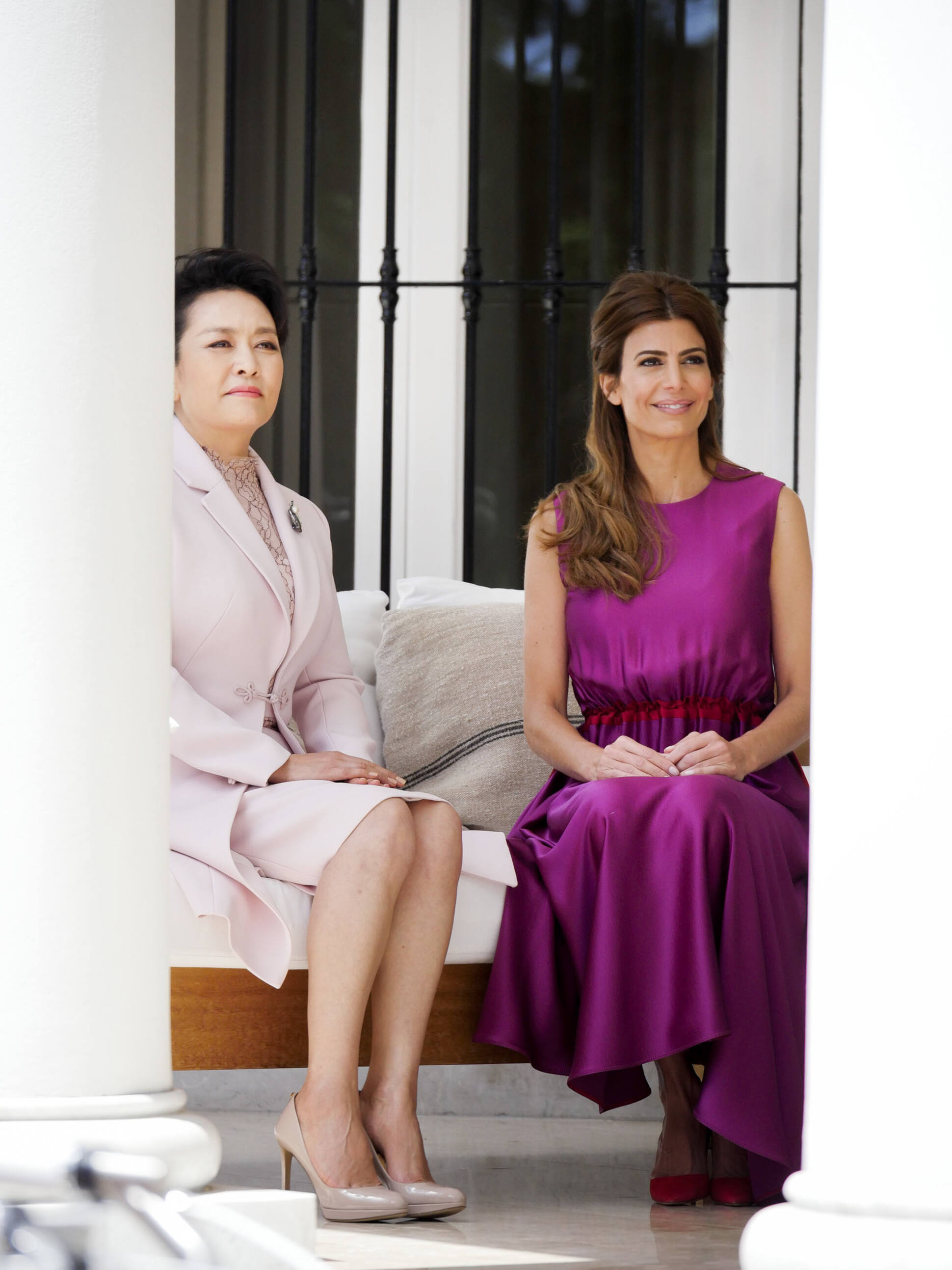
彭丽媛与胡莉安娜·阿瓦達

彭丽媛的父亲曾经为郓城县文化馆馆长，母亲则为郓城县豫剧团一位主要戏曲演员。受到母亲影响，她在4至5岁时，就能夠演唱豫剧选段。1976年，14岁的彭丽媛考入山东省郓城第一中学，之后又投考加入山东五七艺术学校（1978年底更名为山东艺术学院）中专部，专攻民族声乐。
1980年，在北京参加一次文艺汇演时，以歌曲《包楞调》和《我的家乡沂蒙山》震动了北京音乐界。同年，彭丽媛加入中国人民解放军，成为文艺兵。
1982年，彭丽媛开始被中国观众熟悉。当年，在参加中国中央电视台举办的春节文艺晚会时，她演唱了《在希望的田野上》和《我爱你，塞北的雪》，赢得了观众的喜爱，从而也奠定了在中国民族声乐界的地位。
1983年，时任朝鲜劳动党中央政治局常委金正日第一次访华时，彭丽媛为用中朝双语演唱了朝鲜家喻户晓的歌曲《卖花姑娘》。
1984年，彭丽媛由济南军区政治部前卫歌舞团调入总政歌舞团，次年赶赴老山战役前线慰问将士。不久，彭丽媛投考加入中国音乐学院声乐系；从大专读起，先后师从声乐教育家王音旋和金铁霖教授。
1985年，彭丽媛获得文化部举办的第一届全国聂耳、星海声乐作品比赛民族唱法组金奖。同年7月，她加入中国共产党。1985年庆祝抗战胜利40周年暨《白毛女》首演40周年，《白毛女》于北京天桥剧场登场，彭丽媛成为继王昆、郭兰英后的第三代「喜儿」，并因此荣膺中国戏剧界最高荣誉「梅花奖」。
1986年，她又在中央电视台主办的第二届全国青年歌手大奖赛获得专业民族歌唱一等奖。同年底，经朋友介绍与习近平相识，1987年9月1日在厦门与习近平结婚。1989年六四事件期間，彭丽媛身穿軍裝慰問戒严部队官兵並献唱歌曲《最可爱的人》。
1990年5月，通过论文答辩，获得硕士学位，成为中国培养的首位民族声乐硕士。
2002年，山东艺术学院聘彭丽媛为客座教授。2004年9月，中国音乐学院也聘请她为该校的客座教授。
2005年9月，应联合国成立60周年组委会邀请，彭丽媛在美国纽约林肯艺术中心首次演出中国歌剧《木兰诗篇》，获得林肯艺术中心艺术委员会颁发杰出艺术家奖。
2007年11月，中共中央宣传部、人事部和中国文联授予彭丽媛等56人“全国中青年德艺双馨文艺工作者”的荣誉称号。
2011年6月，彭丽媛被世界卫生组织任命为该组织的“结核病和艾滋病防治亲善大使”。此外，彭丽媛为第8至11届全国政协委员、中华全国青年联合会常委和中国音乐家协会副主席。
2012年起，彭丽媛担任解放军艺术学院院长。2017年4月中旬，该院正式更名为国防大学军事文化学院，彭丽媛不担任更名后的国防大学军事文化学院院长，而是调往中央军委政治工作部评审委员会任高级评委。新任院长传由原军艺副院长张启超担任。
自2011年6月3日起，她開始擔任“世界卫生组织肺結核及爱滋病防治亲善大使”及“中国控烟形象大使”。自习近平2012年11月上台以来，彭丽媛也多次以习近平夫人身份陪同丈夫外访。
彭丽媛的新职务是中共中央军委干部考评委员会专职委员。该机构负责考评军队军级以上高官政治立场、军事指挥能力以及行为操守等。

## 经典作品
| - 《天时地利人和》 - 《在希望的田野上》 - 《沂蒙山小调》 - 《我爱你塞北的雪》 - 《谁不说俺家乡好》 - 《高天上流云》 - 《我们是黄河泰山》 - 《父老乡亲》 - 《白发亲娘》 - 《珠穆朗玛》 - 《说聊斋》 | - 《江山》 - 《阳光路上》 - 《红梅赞》 - 《珊瑚颂》 - 《旗帜颂》 - 《清粼粼的水蓝莹莹的天》 - 《嘎达梅林》 - 《当那一天来临》 - 歌剧《木兰诗篇》 - 豫剧《花木兰》 |

### 文字作品
中国音乐家协会机关刊物《人民音乐》2018年4月号刊发了中国文联副主席、中国音乐学院博士生导师彭丽媛教授撰写的《我和喜儿》一文。

## 奖项
- 首届全国聂耳、冼星海声乐作品比赛民族唱法组金牌[16]
- 第二届CCTV全国青年歌手电视大奖赛专业组民族唱法第一名[16]
- 第三屆梅花奖[29]
- 林肯艺术中心艺术委员会颁发杰出艺术家奖[21]
- 第26届世界青年联欢节金奖，声乐排名首位。

## 争议
1989年六四天安门事件被武力镇压后，彭丽媛身着军装、手持麦克风在天安门广场为持枪及戴头盔的戒严部队献唱，当时的情景成了《解放军画报》的封底照片。这张照片在互联网与海外流传，香港媒体评论说「中共六四屠杀后，彭丽媛去唱歌慰问戒严部队，《开放杂志》发表过这张照片」，但在新浪微博贴出不久就被删除，贴图者被关闭帐号，国外媒体说「令中国尴尬的照片」。美联社报道，儿子死于六四的中国音乐学院退休教师王范地缓颊说：“她是体制内的人，如果军队要她演唱，她不得不去。”“重要的是未来发生什么。”香港城市大學政治学者鄭宇碩表示，这张照片的负面影响大概在国际上会比在中国国内大，这种形象可能引起人们对习近平是否想要改革的疑问。

## 评价
2013年6月，美國第一夫人米歇爾·奧巴馬留在華府而未赴加州會見彭麗媛，《外交政策》期刊認為米歇爾「選擇正確」（made the right choice），因為彭麗媛不過是個唱宣傳政令的解放軍少將，米歇爾根本不該與在血腥鎮壓後於天安門廣場以歌唱支持軍隊的她見面。然而翌年3月下旬，米歇尔·奥巴马受彭丽媛邀请访华，长达一周时间。

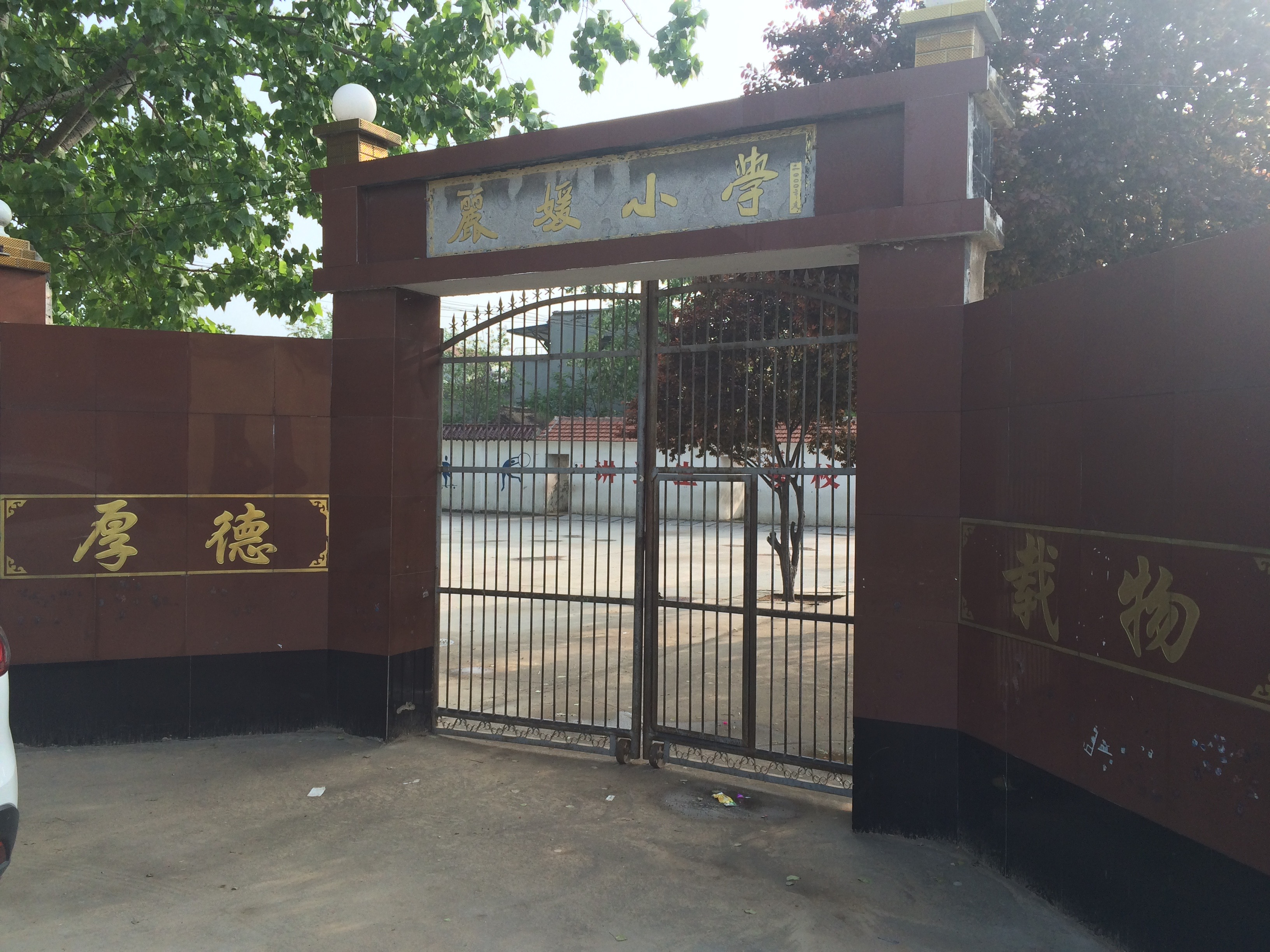
由彭丽媛在山东省菏泽市郓城县张营镇后彭庄村捐建的丽媛小学（2015年5月）

2017年4月7日，美國總統特朗普在海湖庄园與習近平會面期間，將彭麗媛稱為「出色的歌唱家」（talented singer）。

## 家庭成员
- 丈夫：现任中共中央总书记习近平。是习近平第二任妻子，两人於1986年底經朋友介紹而相識，於1987年9月1日在厦门市结婚，
  - 女儿：习明泽，1992年6月25日生于福州，曾就讀杭州外国语学校、浙江大学，后转入美国哈佛大学。哈佛大學退休教授傅高義透露習明澤已於2014年學成歸國[41]。共和党联邦众议员哈特兹勒称习明泽于2019年重新报名美国研究所深造[42]。
- 父亲：彭龙坤，曾經在郓城县文化馆工作，2009年病逝。
- 母亲：李秀英，曾為郓城县豫剧团主要戏曲演员。2009年過世[8][43]
  - 妹妹：彭丽娟，曾经为彭丽媛的经纪人。
  - 弟弟：彭磊，曾參加中越戰爭。
- 舅舅：李新凱，山東流亡學生，出生於1930年，具有荣民身份。經歷澎湖七一三事件；之後入伍擔任中華民國陸軍士官、退伍後擔任過嘉義梅山及竹崎等多所國小教師、後再轉任嘉義市精忠國小美術科專任教師。退休後，與女兒及女婿一起居住在嘉義市精忠一村附近、臨近精忠國小。2016年11月10日因肺炎於下午8時33分在嘉義基督教醫院病逝，享壽86歲，在嘉義長庚醫院設置靈堂，並由嘉義市殯葬管理所（水上殯儀館）辦理後事。李新凱長兄之子李強以及彭麗媛弟弟彭磊於11月22日赴台奔喪，由李強為靈柩封釘[44][45][46][47][48][49]，並帶回山東安葬[50]。